# Monolithe de Ben Amira
Le monolithe de Ben Amira ou Ben Amera, est un inselberg monolithique situé dans l'ouest de la Mauritanie, à environ 103 kilomètres au nord de la ville d'Atar.
C'est le troisième monolithe le plus grand du monde après l'Uluru et le mont Augustus, tous deux situés en Australie.

## Géologie
Le monolithe est composé de granite présentant des dykes de basalte et des veines de quartzite.

## Escalade
Les dalles constituant ses faces offrent des voies d'escalade, de différents niveaux de difficulté, sur 480 m de dénivelé,. Situé à 7,5 km au nord-ouest, Ben Aïcha, un autre monolithe haut de 450 m, présente également des voies d'escalade,.